# Trigonotarbida
Trigonotarbida  — викопний ряд дрібних павукоподібних, що існував 419–290 млн років тому. Описано близько 70 видів по скам'янілостях, що знайдені у Європі та Північній Америці. Відома також одна знахідка в Аргентині).

## Опис
Тригонотарбіди схожі на сучасних павуків, але мали сегментоване черевце та не вміли виробляти павутини. Тим вони схожі на сучасних рицинулей. Розміри відрізнялись у межах від кількох міліметрів до кількох сантиметрів. Пізніші види були броньовані хітиновими пластинами, горбиками та колючками. Це були активні хижаки, що полювали на дрібних членистоногих.

## Класифікація
- Palaeocharinidae
- Anthracomartidae
- Anthracosironidae
- Trigonotarbidae
- Lissomartidae
- Aphantomartidae
- Kreischeriidae
- Eophrynidae